# 刁暢
刁畅（4世纪—404年），字仲远，东晋渤海郡饶安县（今河北省沧州市盐山县西南）人，刁协之孙，刁彝的儿子，刁逵的弟弟。
晋安帝隆安年间，刁畅为始兴相。他不拘名节，以聚敛为务。有田万顷，奴婢数千人，专门封山占田，捞取资财，为京口之蠹。桓玄篡位，任命他为右卫将军，刘裕讨桓玄，刁畅与弟弟刁弘计划袭击刘裕。为刘毅击破，刁畅被杀。其子刁雍。